# Communauté de communes du Canton d’Étrépagny
Die Communauté de communes du Canton d’Étrépagny ist ein ehemaliger französischer Gemeindeverband mit der Rechtsform einer Communauté de communes im Département Eure in der Region Normandie. Sie wurde am 2. Dezember 1996 gegründet und umfasste 20 Gemeinden. Der Verwaltungssitz befand sich im Ort Étrépagny.

## Historische Entwicklung
Mit Wirkung vom 1. Januar 2017 fusionierte der Gemeindeverband mit der Communauté de communes Gisors-Epte-Lévrière und bildete so die Nachfolgeorganisation Communauté de communes du Vexin Normand.

## Ehemalige Mitgliedsgemeinden
1. Chauvincourt-Provemont
2. Coudray
3. Doudeauville-en-Vexin
4. Étrépagny
5. Farceaux
6. Gamaches-en-Vexin
7. Hacqueville
8. Heudicourt
9. Longchamps
10. Morgny
11. Mouflaines
12. La Neuve-Grange
13. Nojeon-en-Vexin
14. Puchay
15. Richeville
16. Sainte-Marie-de-Vatimesnil
17. Saussay-la-Campagne
18. Le Thil
19. Les Thilliers-en-Vexin
20. Villers-en-Vexin